# Bejzbol na Olimpijskim igrama
Bejzbol na Olimpijskim igrama je uključen u službeni program igara na Igrama u Barceloni 1992. Ipak, i prije toga je u više navrata bio prisutan na Igrama kao demonstracijski sport, i to 1912., 1936.,  1952., 1956., 1964., 1984. i 1988. godine.
Bejzbol nije više u popisu sportova za Igre u Londonu 2012. godine, iako se održao na Igrama u Pekingu 2008. Hoće li se bejzbol vratiti u obitelj olimpijskih sportova 2016. ovisit će o glasovima članova MOO-a.

## Osvajači odličja na olimpijskom turniru u bejzbolu
| Olimpijske igre | Zlato        | Srebro     | Bronca       |
| --------------- | ------------ | ---------- | ------------ |
| Peking 2008.    | Južna Koreja | Kuba       | SAD          |
| Atena 2004.     | Kuba         | Australija | Japan        |
| Sydney 2000.    | SAD          | Kuba       | Južna Koreja |
| Atlanta 1996.   | Kuba         | Japan      | SAD          |
| Barcelona 1992. | Kuba         | Tajvan     | Japan        |